# Pavee

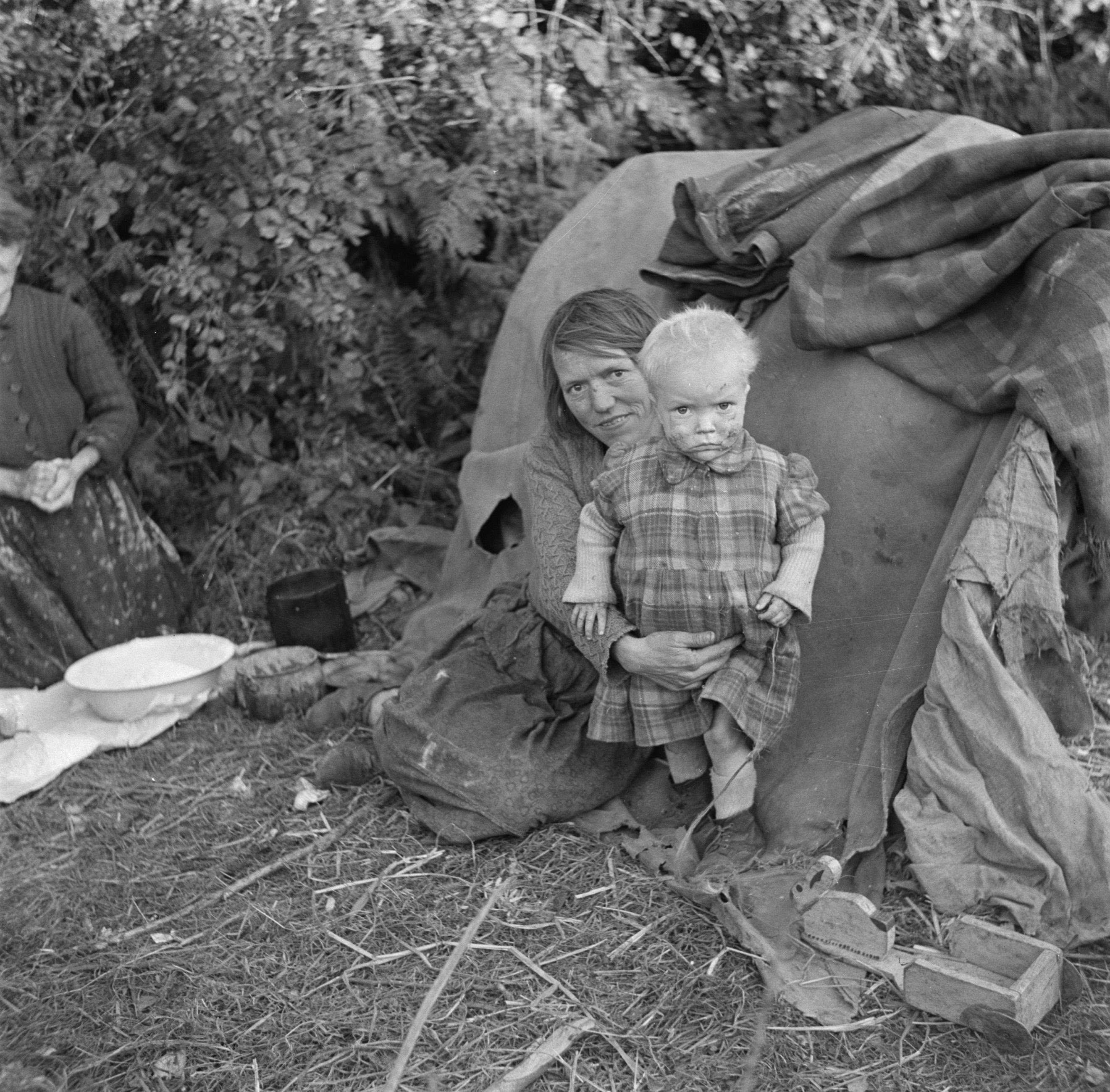
Irländsk resande 1930.

Pavee, iriska an lucht siúil, engelska Irish Traveller, även kallade tinkers och gypsies, är ett resandefolk som härstammar från Irland. Deras levnadssätt liknar det nordiska resandefolkets och romernas. Runt 10 000 pavees utvandrade till USA under den stora svälten på Irland. Traditionellt är gruppen nomadisk med sysslor såsom tennsmide och hästhandel. Idag bor många i städer men säsongsarbete är fortfarande vanligt förekommande. Efter Sveriges EU-inträde har många paveesfamiljer säsongsarbetat i Sverige som asfalts- och anläggningsarbetare.
Deras modersmål kallas shelta och är en blandning av engelska och iriska.

## Härkomst
Gruppens ursprung och relation till romer har varit omdiskuterad. Nya DNA-studier visar emellertid att romsk härkomst är mycket ovanligt bland irländska travellers (till skillnad från bland nordiska resandegrupper). Istället tros gruppen ha avknoppats från den irländska fastboende befolkningen för flera hundra år sedan, och därefter levt som en socialt isolerad grupp. Även analys av deras språk shelta stöder en lång historia som isolerad grupp.

## Galleri

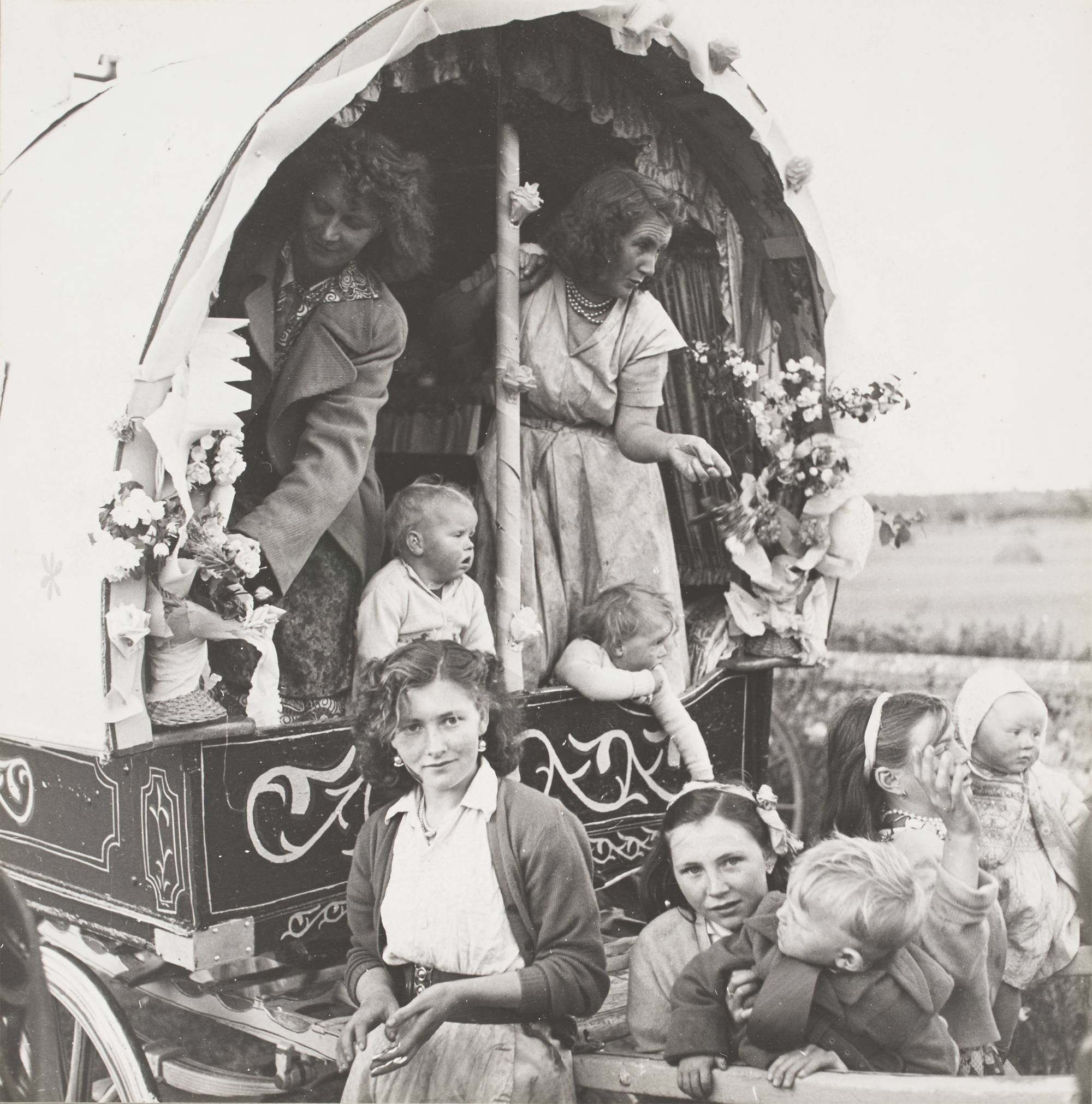
Dekorerad vagn på väg till Cahirmee Horse Fair i Buttevant 1954.
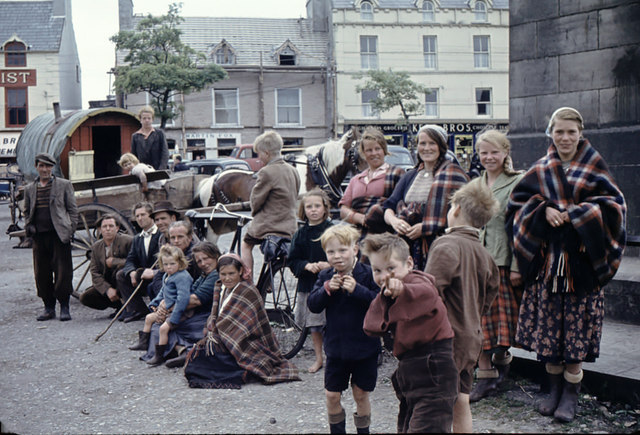
Resande i Donegal 1958.